# Eliseu Meifrèn
Eliseu Meifrèn i Roig, né à Barcelone le 28 décembre 1857 et mort le 5 février 1940 dans cette même ville, est un peintre du modernisme catalan, marqué par l'influence de l'impressionnisme français.

## Biographie
Né au sein d'une famille bourgeoise, il commence des études de médecine sur les traces de son père Josep Meifrèn, avant de se tourner vers les arts et de s'inscrire en 1875 à l'École des Beaux-arts de Barcelone, la célèbre école de la Llotja.
Il a comme professeur Antoni Caba et Ramon Martí Alsina.
Il complète sa formation à Paris. Ses œuvres phares représentent notamment Barcelone, et son inspiration est liée à Sitges.
Il décède, après la guerre d'Espagne et l'arrivée au pouvoir des franquistes, au début de l'année 1940.

## Postérité
- Sa sépulture se situe dans le cimetière du Poblenou, à Barcelone[6].
- Une rue de Sitges, ainsi qu'une rue de Badalone[7], portent son nom en sa mémoire[8].